# More Pay - Less Work
More Pay - Less Work è un film muto del 1926 diretto da Albert Ray. La sceneggiatura di Rex Taylor si basa su No Shenanigans, romanzo inedito di Peter B. Kyne che in seguito uscì a puntate tra il febbraio e il giugno 1930 su Country Home con il titolo Love and War.

## Trama
Betty, la figlia dell'armatore Cappy Ricks, si innamora di Willie Hinchfield, il figlio del più odiato rivale in affari del padre. Quando i due giovani innamorati cominciano a lavorare per i rispettivi genitori, la situazione si fa sempre più ingarbugliata, anche perché i due cercano di tenere segreta la loro relazione. Willie ruba uno dei migliori clienti di Ricks mentre uno dei rimorchiatori di Ricks va in soccorso di un piroscafo che deve scaricare un carico. Willie, dopo avere spiegato le sue motivazioni a Betty, le chiede di sposarlo e lei accetta. Adesso i due vecchi armatori devono deporre le armi e decidere di diventare soci per evitare di farsi inutili guerre commerciali.

## Produzione
Il film fu prodotto dalla Fox Film Corporation.

## Distribuzione
Il copyright, richiesto da William Fox, fu registrato il 27 giugno 1926 con il numero LP22860.

Distribuito dalla Fox Film Corporation, il film uscì nelle sale statunitensi il 4 luglio 1926. La Fox Film Company lo distribuì nel Regno Unito in una versione leggermente più corta (1.820 metri invece che 1.835): il 23 luglio il film fu presentato a Londra per poi uscire nelle sale britanniche il 31 gennaio 1927. Nel 1926, venne distribuito anche in Canada (dalla Fox Film Company) e in Australia (dalla Fox Film Corporation).
In Spagna, il film prese il titolo Más paga y menos trabajo, in Brasile quello di Mais Dinheiro - Menos Trabalho.

### Conservazione
Copia della pellicola si trova conservata negli archivi dell'UCLA Film and Television Archive.